# ヴィック＝フェザンサック
ヴィック＝フェザンサック （Vic-Fezensac、ガスコーニュ語:Vic de Fesensac）は、フランス、オクシタニー地域圏、ジェール県のコミューン。

## 地理
アルマニャックにあるコミューンで、オス川が流れる。国道124号線、国道626号線が通る。
円状の丘があり、その中腹にはブドウ畑が広がる、フェザンサック地方の中心地である。

## 歴史
ヴィック＝フェザンサックの起源となったのは、ローマ時代の農場である。11世紀から14世紀にかけ、フランス南西部は未曾有の都市化現象を経験した。バスティッドである。ヴィック＝フェザンサックの場合は、コレージュを主宰する聖職者と、領主である伯爵の管轄下におかれた。
旧コルドリエ会修道院は、1382年にローマ教皇クレメンス7世が、小さき兄弟会の修道院を伯爵の城（現在は失われている）に創設するのをアルマニャック伯ジャン3世が求めたのに対し認可したものである。鐘楼は教会の基礎となるもので、トゥールーズのコルドリエ会に触発された、壊れた美しいドアを持つ。モンゴムリ伯ガブリエル率いる新教徒軍によって荒らされたあと、礼拝堂は現在の姿に再建された。14世紀から15世紀の姿を伝えるのは、正方形の塔だけである。1913年以降、旧修道院を所有しているのは病院である。

## 人口統計
| 1962年 | 1968年 | 1975年 | 1982年 | 1990年 | 1999年 | 2006年 | 2011年 |
| ------ | ------ | ------ | ------ | ------ | ------ | ------ | ------ |
| 3441   | 3966   | 4111   | 3978   | 3683   | 3614   | 3592   | 3639   |

参照元:1999年までEHESS、2004年以降INSEE

## 史跡・行事
- ペンテコストの祝祭 - 伝統的にペンテコストの週末に毎年行われる。並行して闘牛場で闘牛が開催される。ヴィック＝フェザンサックはフランス闘牛自治体連合（fr）の一員である。

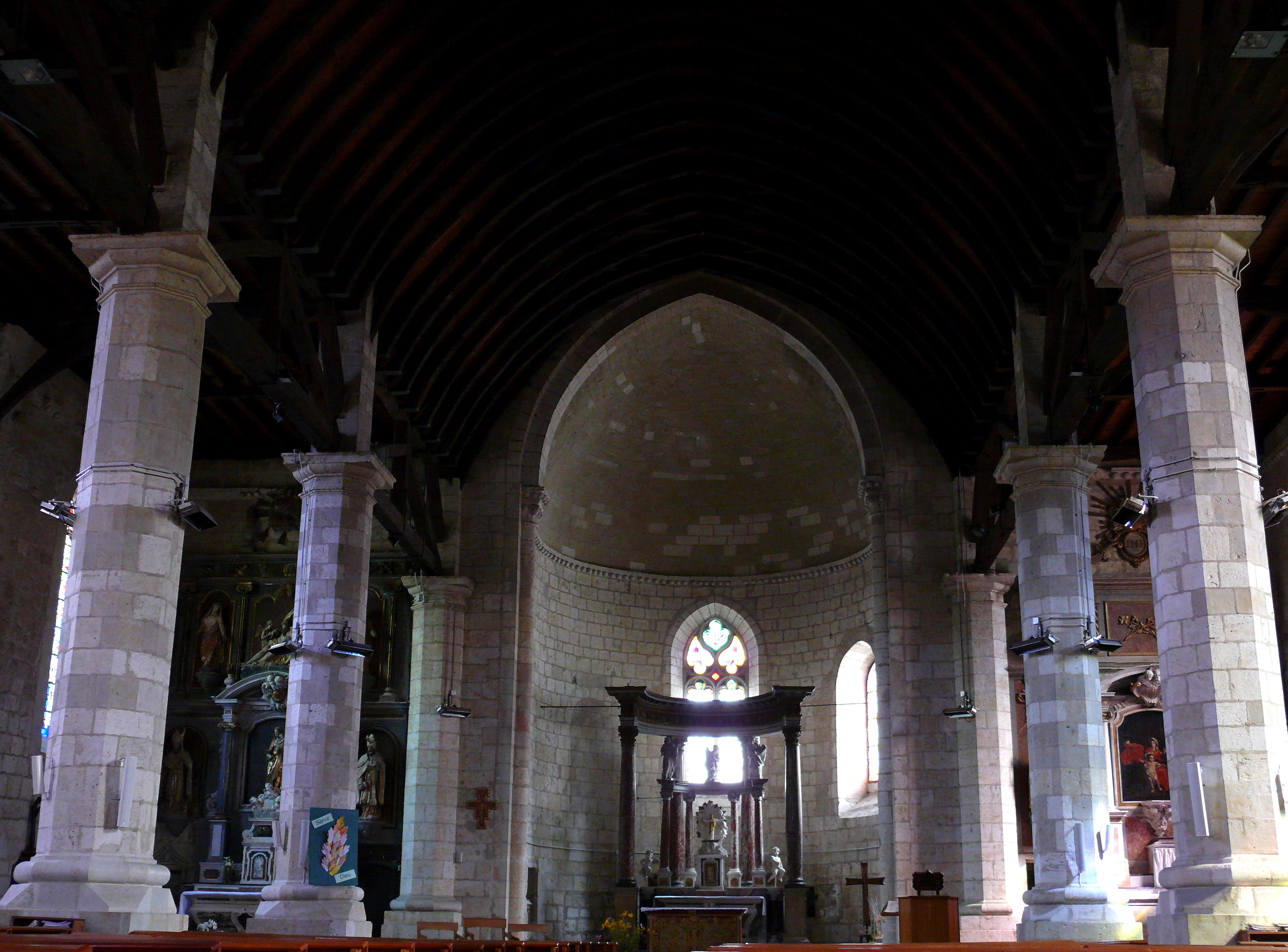
サン・ピエール教会
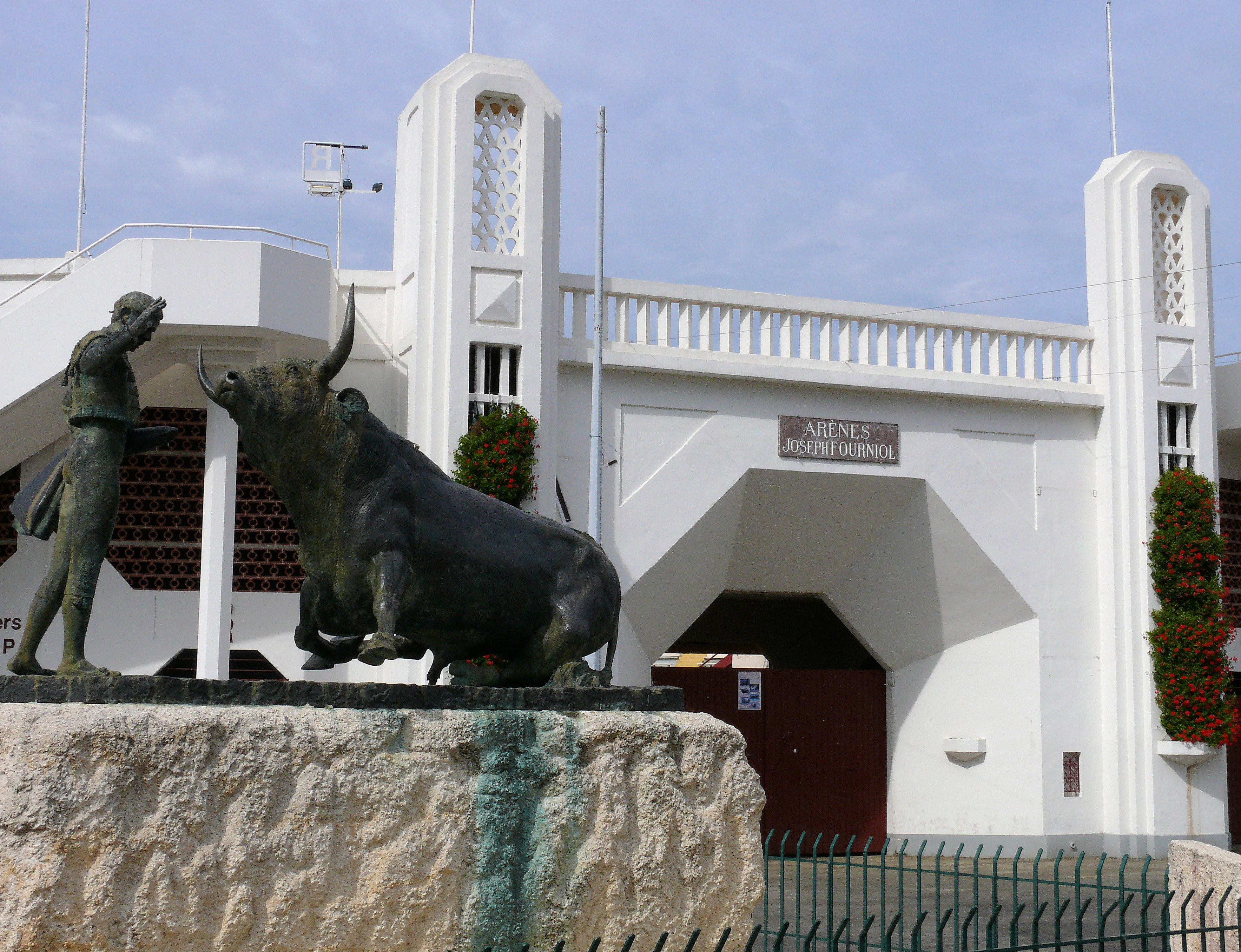
ヴィック＝フェザンサック闘牛場

- 闘牛場

- サン・ピエール教会
- ヴィック＝フェザンサック闘牛場